# Ondřej Mazuch
Ondřej Mazuch (* 15. března 1989, Hodonín) je český fotbalový obránce a reprezentant, od července 2017 působící v Hull City AFC. Mimo Českou republiku působil na klubové úrovni v Německu, Itálii, Belgii a na Ukrajině, od léta 2017 je v Anglii.

Jeho oblíbeným obráncem je Tomáš Řepka.

## Klubová kariéra
Začínal v Prušánkách, potom hrál v SK Hodonín a do 1. FC Brno přišel v roce 2003. Do ligového kádru byl přeřazen v létě 2006. V zimě 2006/07 o něj projevilo zájem několik evropských velkoklubů - Juventus, Inter Milán, londýnský Arsenal, ale Mazuch dal přednost německému Leverkusenu. Součástí přestupu za 40 miliónů korun byla podmínka, že Mazuch bude ještě jeden a půl roku hrát (hostovat) za Brno.
Leverkusen však nedodržel termín splátek a Brno Mazucha v létě 2007 prodalo do Fiorentiny. V létě 2009 poslala Fiorentina Mazucha na roční hostování do Anderlechtu. Součástí dohody byla také opce na případný přestup. S Anderlechtem získal v sezóně 2009/10 belgický ligový titul. Do Anderlechtu nakonec přestoupil a strávil zde dvě sezóny. V letech 2012–2015 byl hráčem ukrajinského klubu Dněpr Dněpropetrovsk. V březnu 2015 prodělal vážné zranění kolena.
V prosinci 2015 podepsal smlouvu se Spartou Praha na 4,5 roku, zájem měly podle jeho agenta Viktora Koláře i anglické kluby Leicester City FC (tou dobou vedoucí tým Premier League), Norwich City FC, Middlesbrough FC, ruský FK Dynamo Moskva, belgické Bruggy a New York City FC z USA. Do mužstva přišel jako volný hráč (zadarmo), neboť mu v létě 2015 vypršela smlouva s Dněprem. Ve Spartě si vybral dres s číslem 2.
Nový italský kouč Sparty Andrea Stramaccioni s jeho službami přestal počítat, Mazuch byl tedy v červenci 2017 na zkoušce v anglickém druholigovém klubu Hull City AFC. Testy dopadly úspěšně a Mazuch podepsal s Hullem smlouvu.
Po dvou letech v Hull City AFC zamířil Ondřej Mazuch zpět do své vlasti. Nejdříve do FK Mladá Boleslav a posléze do FK Teplice, kde v roce 2022 ukončil svou profesionální kariéru. Aktuálně pokračuje v amatérském fotbale v dynamickém TJ Milín.

## Reprezentační kariéra
Od patnácti let také hraje za mládežnické reprezentace. Největších úspěchů dosáhl s reprezentací do 17 let v roce 2006, kdy ve finále mistrovství Evropy prohrál český tým s Ruskem až na penalty a získal tak stříbrné medaile. V roce 2007 na mistrovství Evropy do 19 let získal bronzovou medaili.
Byl součástí mládežnického reprezentačního týmu ČR do 20 let, který na Mistrovství světa hráčů do 20 let 2007 konaného v Kanadě získal stříbrné medaile, když ve finále podlehl Argentině 1:2. Hrál i na Mistrovství světa hráčů do 20 let 2009 v Egyptě, kde ČR vypadla v osmifinále s Maďarskem na penalty 3:4 (po prodloužení byl stav 2:2).

### A-mužstvo
V A-mužstvu České republiky debutoval 22. května 2010 v přátelském utkání v USA proti Turecku (prohra ČR 1:2). Další příležitost dostal až pod trenérem Josefem Pešicem 15. října 2013 v kvalifikačním zápase s Bulharskem (výhra ČR 1:0).

### Reprezentační góly a zápasy
Góly Ondřeje Mazucha v české reprezentaci do 21 let 
| Gól | Datum        | Stadion                | Soupeř          | Skóre (min.) | Výsledek | Soutěž                      |
| --- | ------------ | ---------------------- | --------------- | ------------ | -------- | --------------------------- |
| 010 | 14. 10. 2007 | Esche, Lichtenštejnsko | Lichtenštejnsko | 00:10 (35.)  | 0:4      | kvalifikace na ME „21“ 2009 |

| Rok    | Zápasy | Góly |
| ------ | ------ | ---- |
| 2007   | 4      | 1    |
| 2008   | 4      | 0    |
| 2009   | 6      | 0    |
| 2010   | 4      | 0    |
| 2011   | 8      | 0    |
| Celkem | 26     | 1    |

| 2010               | 1 | 0 |
| 2013               | 2 | 0 |
| 2014               | 1 | 0 |
| Celkem             | 4 | 0 |
| Platí k 7. 7. 2015 |   |   |